# Llista d'ocells de les Illes Cook
Aquesta llista d'ocells de les Illes Cook inclou totes les espècies d'ocells trobats a les Illes Cook: 50, de les quals 6 són endemismes, 10 són espècies globalment amenaçades d'extinció i 1 hi fou introduïda.
Els ocells s'ordenen per ordre i família.

## Procellariformes

### Diomedeidae
- Diomedea epomophora

### Procellariidae
- Macronectes halli
- Daption capense
- Pterodroma rostrata
- Pterodroma alba
- Pterodroma ultima
- Pterodroma neglecta
- Pterodroma arminjoniana
- Pterodroma leucoptera
- Pterodroma nigripennis
- Puffinus griseus
- Puffinus nativitatis
- Puffinus lherminieri

### Hydrobatidae
- Fregetta grallaria
- Nesofregetta fuliginosa

## Pelecaniformes

### Phaethontidae
- Phaethon rubricauda
- Phaethon lepturus

### Sulidae
- Sula dactylatra
- Sula sula
- Sula leucogaster

### Fregatidae
- Fregata minor
- Fregata ariel

## Ciconiiformes

### Ardeidae
- Egretta sacra

## Anseriformes

### Anatidae
- Anas platyrhynchos
- Anas superciliosa
- Anas acuta

## Charadriiformes

### Charadriidae
- Pluvialis fulva
- Pluvialis squatarola

### Scolopacidae
- Numenius tahitiensis
- Tringa brevipes
- Tringa incana
- Arenaria interpres

### Sternidae
- Anous stolidus
- Procelsterna cerulea
- Gygis alba
- Onychoprion fuscatus
- Sterna sumatrana
- Sterna hirundo

## Columbiformes

### Columbidae
- Columba livia
- Ptilinopus rarotongensis
- Ducula pacifica

## Psittaciformes

### Psittacidae
- Vini peruviana

## Cuculiformes

### Cuculidae
- Eudynamys taitensis

## Apodiformes

### Apodidae
- Aerodramus sawtelli

## Coraciiformes

### Alcedinidae
- Todiramphus ruficollaris
- Todiramphus tutus

## Passeriformes

### Sylviidae
- Acrocephalus kerearako

## Monarchidae
- Pomarea dimidiata

### Sturnidae
- Aplonis cinerascens
- Acridotheres tristis[1]